# Brachistus stramonifolius
Brachistus stramonifolius är en potatisväxtart som först beskrevs av Carl Sigismund Kunth, och fick sitt nu gällande namn av John Miers. Brachistus stramonifolius ingår i släktet Brachistus och familjen potatisväxter. Inga underarter finns listade i Catalogue of Life.